# Stara Synagoga w Łańcucie
Zasugerowano, aby zintegrować ten artykuł z artykułem Synagoga w Łańcucie. Nie opisano powodu propozycji integracji.
Stara Synagoga w Łańcucie – pierwsza, drewniana synagoga znajdująca się w Łańcucie, przy dzisiejszym placu Jana III Sobieskiego.
Synagoga została zbudowana w 1610 roku. Na jej miejscu w 1761 roku wzniesiono nową, murowaną synagogę.